# Jim O'Brien
Jim O'Brien, född 29 januari 1989, är en amerikansk professionell ishockeyspelare som spelar för Ottawa Senators i NHL.
Han draftades i första rundan i 2007 års draft av Ottawa Senators som 29:e spelare totalt.